# Castel di Ieri

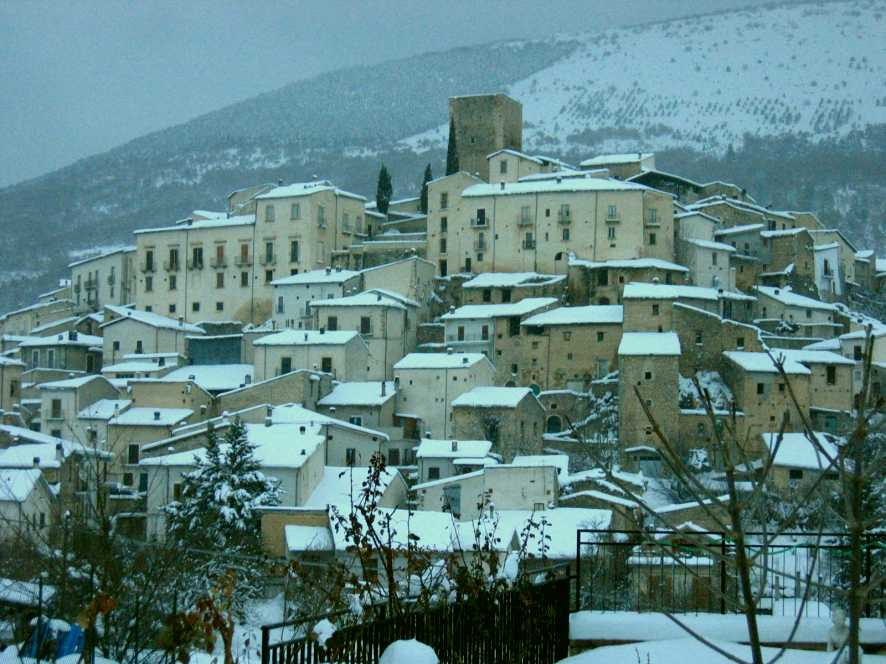
Panorama von Castel del Ieri im Winter

Castel di Ieri ist eine Gemeinde (comune) der Region Abruzzen und der Provinz L’Aquila in Italien und zählt (Stand 31. Dezember 2023) 292 Einwohner. Die Gemeinde liegt etwa 39 Kilometer südöstlich von L’Aquila im Regionalpark Sirente-Velino und gehört zur Comunità montana Sirentina.

## Verkehr
Durch die Gemeinde führt die frühere Strada Statale 5dir Via Tiburtina Valeria (heute eine Regionalstraße) von Rom nach Pescara.